# Igor Protti
Igor Protti (Rímini, Italia, 24 de septiembre de 1967) es un exfutbolista y dirigente deportivo italiano. Jugaba de delantero.
Delantero prolífico y oportunista, que actuaba principalmente en el área, Protti comenzó su carrera en el Rímini de su ciudad natal en 1983. Aunque a lo largo de su carrera jugó en varios equipos italianos, entre ellos la Lazio y el Napoli, se le recuerda sobre todo por su militancia en el Livorno, donde se convirtió en uno de los jugadores destacados de la historia del club durante su segunda etapa en el equipo, en el que permaneció hasta su retirada.
Junto con Dario Hübner, Protti es el único jugador que ha ganado los títulos de máximo goleador de la Serie A, la Serie B y la Serie C1; también es el único capocannoniere de la Serie A que ha sufrido el descenso con su club (concretamente, el Bari).

## Trayectoria
Protti pasó la mayor parte de sus primeros años como profesional en divisiones inferiores. Debutó en Serie C1 a los 16 años con su club natal, el Rimini, el 27 de mayo de 1984. Tras dos temporadas, pasó al Livorno en 1985, donde permaneció tres años. Luego de una temporada con el Virescit Bergamo, fue adquirido por el Messina en 1989, convirtiéndose en una pieza importante del equipo y debutando en Serie B, anotando 31 goles en tres temporadas.
En 1992 se trasladó al Bari, con el que logró el ascenso a la Serie A en la temporada 1993-94. Durante la temporada 1994-95, marcó su primer gol en Serie A frente al Napoli y su primer triplete, frente a la Lazio. En la temporada siguiente, compartió el título de máximo goleador con Giuseppe Signori, con 24 goles (incluido un doblete al Inter), pese al descenso del Bari. Ese logro le llevó a fichar por la Lazio en 1996, aunque su paso por el club romano fue poco exitoso. Luego fue cedido al Napoli y terminó rescindiendo su contrato en 1998.
Posteriormente jugó en Serie B con la Reggiana en la temporada 1998-99, logrando el ascenso, antes de regresar al Livorno en Serie C1 en 1999. Allí se convirtió rápidamente en ídolo del club, anotando 11 goles en su primera campaña, Capitaneó al equipo en el ascenso a Serie B en 2001–02, siendo también máximo goleador de la categoría, y en la temporada siguiente repitió como máximo goleador. Posteriormente, lideró al Livorno en su ascenso a la Serie A en la temporada 2003–04 retirándose en la temporada 2004–05, después de que el equipo finalizara 9º. Dejó el brazalete de capitán a Cristiano Lucarelli. El club retiró el dorsal número 10, aunque en 2007 Protti pidió que volviera a estar disponible para "devolver el sueño de vestirlo a cualquiera".

## Tras su retiro
En junio de 2015, Protti fue contratado como director deportivo del Tuttocuoio, con Cristiano Lucarelli como entrenador. Ambos fueron destituidos en abril de 2016.
En junio de 2016 regresó al Livorno como "club manager". Abandonó el cargo al final de la temporada 2018–19. Regresó al club en agosto de 2021 como "club manager", tras la exclusión del Livorno de la Serie D y su reingreso en Eccellenza bajo nueva propiedad. En julio de 2022 fue ascendido a director general.

## Clubes
| Club                      | País   | Año       |
| ------------------------- | ------ | --------- |
| Rimini                    | Italia | 1983-1985 |
| Livorno                   | Italia | 1985-1988 |
| Virescit Bérgamo (cedido) | Italia | 1988-1989 |
| Messina                   | Italia | 1989-1992 |
| Bari                      | Italia | 1992-1996 |
| Lazio                     | Italia | 1996-1997 |
| Napoli (cedido)           | Italia | 1997-1998 |
| Lazio                     | Italia | 1998      |
| Reggiana                  | Italia | 1998-1999 |
| Livorno                   | Italia | 1999-2005 |

## Palmarés

### Campeonatos nacionales
| Título              | Club    | País   | Año     |
| ------------------- | ------- | ------ | ------- |
| Copa Italia Serie C | Livorno | Italia | 1986-87 |
| Supercopa de Italia | Lazio   | Italia | 1998    |
| Serie C1/A          | Livorno | Italia | 2001-02 |

### Distinciones individuales
| Distinción                                                    | Año              |
| ------------------------------------------------------------- | ---------------- |
| Capocannoniere de la Serie A                                  | 1995-96          |
| Capocannoniere de la Serie C1                                 | 2000-01; 2001-02 |
| Capocannoniere de la Serie B                                  | 2002-03          |
| Premio nazionale Andrea Fortunato (categoría Lo sport è vita) | 2009             |